# Paul-Gaston N'Dongo
Paul-Gaston N'Dongo, né en 1950 ou 1951 et mort le 18 juillet 2014 à Yaoundé à l'âge de 63 ans, surnommé Maître Football, est un footballeur international camerounais des années 1970.

## Biographie
Milieu de terrain, il participe à la CAN 1970 au Soudan, sans jouer le moindre match. Le Cameroun, pour sa première participatio,n est éliminé au premier tour.
Il participe ensuite à la CAN 1972, jouée à domicile, inscrivant deux buts contre le Kenya et le Zaïre. Le Cameroun se classe troisième du tournoi.
En club, il joue en faveur du Canon Yaoundé et du Tonnerre Yaoundé, remportant avec le second la Coupe d'Afrique des vainqueurs de coupe 1975.

## Buts inscrits en sélection
| Buts de Paul-Gaston N'Dongo en sélection (incomplet) | Buts de Paul-Gaston N'Dongo en sélection (incomplet) | Buts de Paul-Gaston N'Dongo en sélection (incomplet) | Buts de Paul-Gaston N'Dongo en sélection (incomplet) | Buts de Paul-Gaston N'Dongo en sélection (incomplet) | Buts de Paul-Gaston N'Dongo en sélection (incomplet) | Buts de Paul-Gaston N'Dongo en sélection (incomplet) |
| ---------------------------------------------------- | ---------------------------------------------------- | ---------------------------------------------------- | ---------------------------------------------------- | ---------------------------------------------------- | ---------------------------------------------------- | ---------------------------------------------------- |
| -                                                    | Date                                                 | Lieu                                                 | Adversaire                                           | Résultat                                             | Compétition                                          |                                                      |
| 1                                                    | 23 février 1972                                      | Yaoundé (Cameroun)                                   | Kenya                                                | 2-1                                                  | CAN 1972 (1er tour)                                  |                                                      |
| 2                                                    | 4 mars 1972                                          | Khartoum (Cameroun)                                  | Zaïre                                                | 5-2                                                  | CAN 1972 (Match pour la 3e place)                    |                                                      |
| 3                                                    | 25 février 1973                                      | Kinshasa (Zaïre)                                     | Zaïre                                                | 1-0                                                  | Qualifications pour la Coupe du monde 1974           |                                                      |

## Palmarès
- Vainqueur de la Coupe d'Afrique des vainqueurs de coupe en 1975 avec le Tonnerre Yaoundé